# 缅甸方竹
缅甸方竹（学名：Chimonobambusa armata）为禾本科方竹属下的一个种。

## 扩展阅读
- 維基物種上的相關：缅甸方竹